# Гальваническая развязка

Разделительный трансформатор — пример гальванической развязки.

Гальвани́ческая развя́зка — передача энергии или информационного сигнала между электрическими цепями, не имеющими непосредственного электрического контакта между ними.
Гальванические развязки используются для передачи сигналов с целью снижения помех, для бесконтактного управления и для защиты оборудования от повреждения и людей от поражения электрическим током.
При гальванической развязке электрические потенциалы разделённых цепей могут сильно различаться, иногда говорят, они имеют «плавающие» относительно друг друга потенциалы.

## Виды развязок
По способу организации гальванической развязки они разделяются на
- Трансформаторные.
- Оптоэлектронные: оптопары, оптоволоконные линии связи, фотогальванические элементы.
- Акустические — передача информации происходит через звуковой, например, ультразвуковой канал.
- Радиоканалы.
- Емкостные — передача сигнала производится на высоких частотах через разделяющие конденсаторы малой ёмкости.
- Развязки на коммутируемых конденсаторах.
- С преобразователями, основанными на эффекте Холла и гигантском магнитосопротивлении.
- Электромеханические, например: мотор-генераторы, реле.

### Трансформаторная развязка

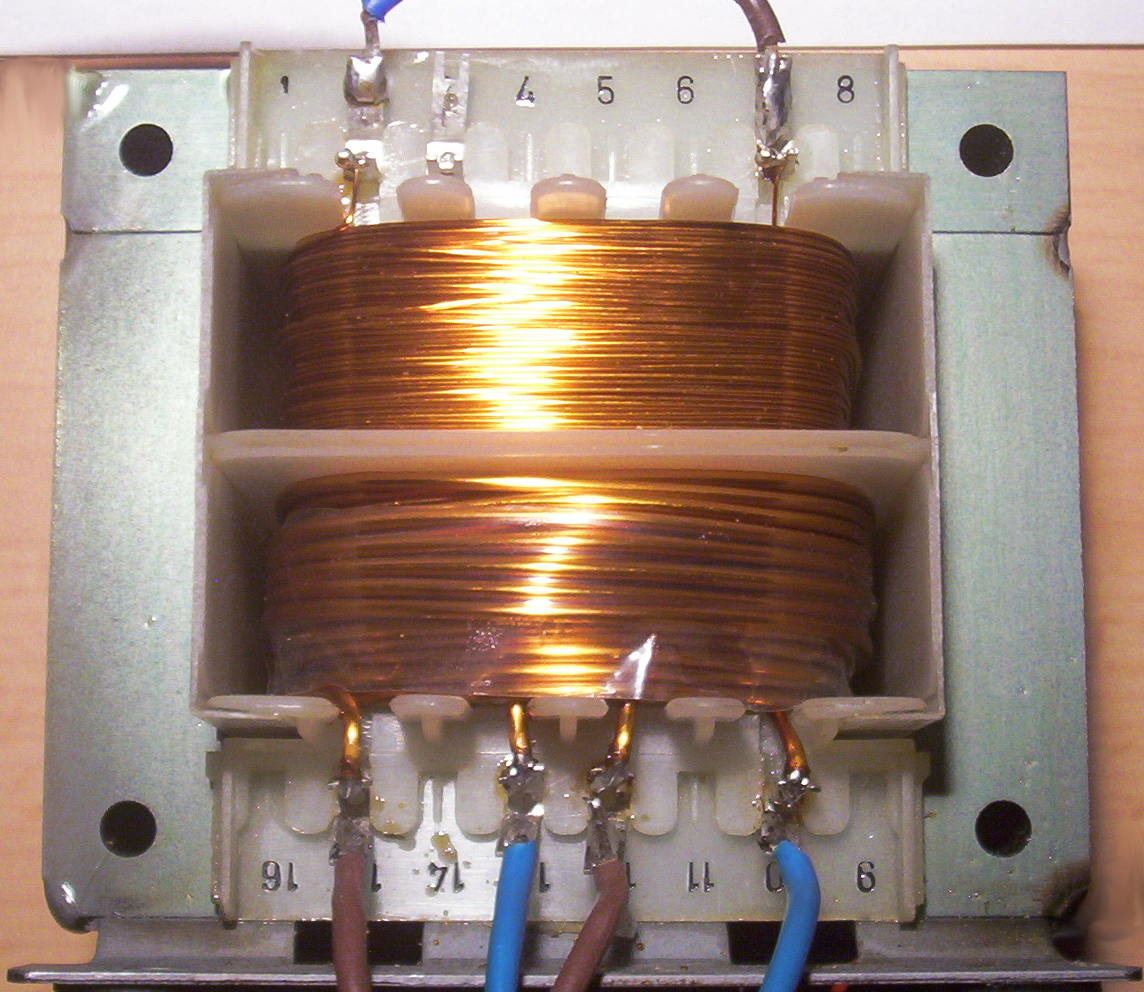
Гальваническая развязка у трансформатора. Первичная обмотка (сверху) электрически изолирована от вторичной обмотки (снизу).

Исторически первый вид развязок. Используется до сих пор как для передачи мощности, так и для передачи информационного сигнала. Через силовые трансформаторы возможна передача очень большой мощности, вплоть до сотен МВт. Для передачи информации обычно используют миниатюрные импульсные и высокочастотные трансформаторы.
Иногда для электробезопасности применяют специальные разделительные силовые трансформаторы. Обычно силовые трансформаторы понижающие, то есть напряжение вторичных обмоток ниже напряжения первичной обмотки, в то время как разделительные трансформаторы, как правило, имеют коэффициент трансформации 1:1. Применение таких трансформаторов в целях электробезопасности обусловлено тем, что низковольтные промышленные и бытовые сети имеют заземление, присоединенное к «земле» — с которой также электрически связаны, например, водопроводные трубы. При отсутствии разделительного трансформатора пробой изоляции ручного электроинструмента может причинить электротравму работнику. Так как вторичная обмотка разделительного трансформатора не имеет электрической связи с «землёй», аварийное нарушение изоляции инструмента практически электробезопасно.
У автотрансформаторов первичная и вторичная обмотки совмещены, и поэтому автотрансформаторы не являются устройствами гальванического разделения и не применяются для гальванического разделения в целях электробезопасности.
Недостаток трансформаторной гальванической развязки для передачи информационного сигнала — принципиальная невозможность непосредственной передачи сигналов постоянного тока и медленно изменяющихся сигналов через трансформатор. Поэтому в таких развязках прибегают к какому-либо виду модуляции, например, частотной модуляции и передача информации при этом происходит с помощью передачи высокочастотного несущего сигнала. На приёмном конце высокочастотный сигнал демодулируется с восстановлением переданной информации.

### Оптоэлектронные и оптические развязки

Принцип работы оптоэлектронной развязки

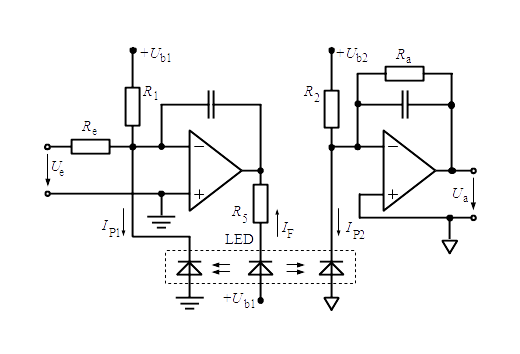
Гальваническая развязка для передачи аналоговых сигналов с улучшенной точностью. Если фототоки фотодиодов равны во всем диапазоне изменения входного сигнала, то нелинейность канала компенсируется.

В устройствах этого типа сигнал передаётся с помощью оптического излучения и используются исключительно для передачи информационных сигналов, так как через такие развязки трудно и технически нецелесообразно передавать большую мощность.
В настоящее время оптические развязки наиболее используемый и популярный тип информационных развязок.
Принцип их действия основан на излучении света каким-либо управляемым электрическим сигналом светоизлучателем, передаче оптического сигнала в гальванически изолированную часть и обратное преобразование излучения в электрический сигнал.
В качестве излучателей сейчас обычно используются светодиоды, а в качестве приёмников света — фотодиоды, фототранзисторы или фототиристоры. Комбинацию светодиода и приёмника излучения принято называть оптопарой или оптроном, если конструктивно излучатель и приёмник излучения скомпонованы в одном корпусе. Передачу в оптическом канале обычно применяют в инфракрасном диапазоне, так как энергетические характеристики полупроводниковых приёмников и излучателей в этом диапазоне лучше, чем в видимом диапазоне.
Преимущество оптронной развязки по сравнению с трансформаторной — меньшие габариты, дешевизна и возможность передавать медленно меняющиеся сигналы, в том числе сигналы постоянного тока.
Недостаток оптической развязки для передачи аналоговых сигналов низких частот — существенная нелинейность канала при передаче, неравномерность коэффициента передачи 10—30 % во всём диапазоне изменения сигнала. Поэтому для передачи медленно меняющихся аналоговых сигналов с достаточной точностью, как и в случае трансформаторной развязки, применяют модуляцию-демодуляцию.
Другой способ точной передачи медленно меняющегося сигнала через оптический канал — компенсационный. При этом методе один светоизлучатель (светодиод) засвечивает два приёмника излучения (фотодиода или фототранзистора), один из приёмников включён в обратную связь источника тока светодиода, второй, гальванически изолированный, включён в обратную связь усилителя фотодиода, как показано на рисунке. Если нелинейная функция передачи от светодиода на оба фотоприёмника одинаковая, то нелинейности взаимно компенсируются и гальваническая развязка становится с достаточной для многих применений точностью линейной. Практически в такой структуре достижимо улучшение линейности передачи в канале до 1 %.

### Конденсаторная гальваническая развязка

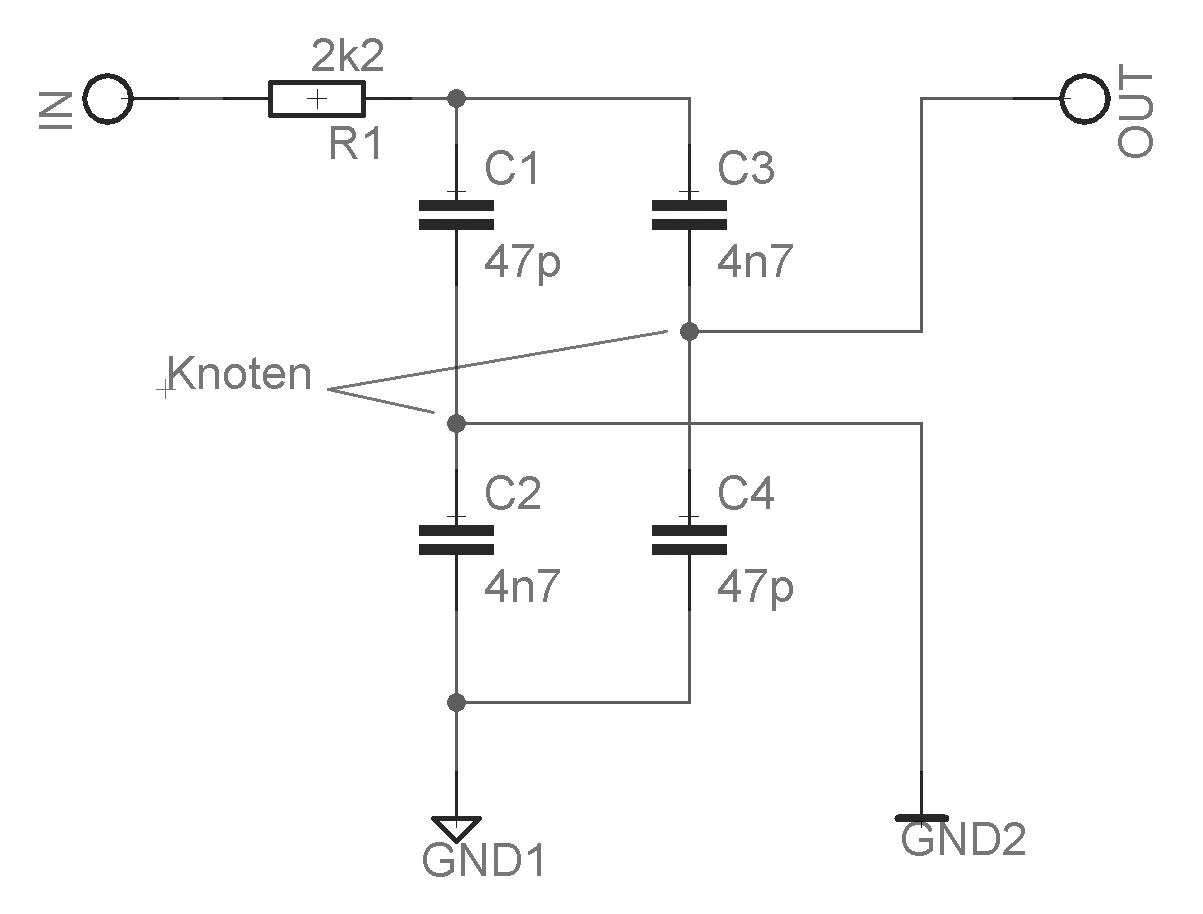
Вариант конденсаторной гальванической развязки

Структурная схема информационной гальванической развязки через пару конденсаторов. Красной линией изображён синфазный сигнал. М — модулятор, преобразующий входной сигнал в последовательности коротких импульсов;БУ — буферный усилитель-фазорасщепитель, преобразующий входной импульсный сигнал на две линии в которых фаза импульсов отличается на 180 градусов;
ДУ — дифференциальный импульсный усилитель;ДМ — демодулятор, преобразующий импульсные последовательности в непрерывный аналоговый сигнал.

Применяется исключительно для передачи информационных сигналов. Эта развязка может называться гальванической развязкой только условно, так как гальванически развязываемые цепи соединены электрически через ёмкостную связь, импеданс которой конечен и падает при повышении частоты разности плавающих потенциалов «земель» разделяемых цепей.
Если ёмкость конденсаторов мала, то токи промышленной частоты, протекающие через развязывающие конденсаторы малы. Например, обычная ёмкость развязывающих конденсаторов около 1 пФ, и импеданс гальванической развязки для промышленной частоты составляет порядка 3 ГОм. Электрическая прочность (пробойное напряжение) развязывающих конденсаторов может составлять несколько киловольт, поэтому этот тип развязок разрешён для применения в электрофизическом оборудовании для медицинского обследования и лечения пациентов, например в электрокардиографах.
Так как такая развязка принципиально не передаёт медленно изменяющиеся сигналы и сигналы постоянного тока, при передаче информационного сигнала обязательно применяют какой-либо тип модуляции.
Примеры цепей конденсаторной гальванической развязки показаны на рисунках. На одной схеме импульсный сигнал передаётся через несимметричный конденсаторный мост с разными коэффициентами передачи ёмкостных делителей напряжения в плечах моста; на другой — информационный сигнал, промодулированный каким-либо методом, передаётся в дифференциальном виде через два конденсатора связи, с типовой ёмкостью около 1 пФ.
Этот принцип гальванического разделения применён во многих микросхемах «усилителей с гальванической развязкой» многих производителей полупроводниковых компонентов. Обычно в таких микросхемах применяют сигма-дельта модуляцию.
Преимущество конденсаторного метода гальванического разделения — простота, но недостаток — требует применения модулятора-демодулятора.

## Применение
Без использования развязки предельный ток, протекающий между цепями, ограничен только электрическими сопротивлениями, которые обычно относительно малы. В результате возможно протекание выравнивающих токов и других токов, способных повреждать компоненты цепи или поражать людей, прикасающихся к оборудованию, имеющему электрический контакт с цепью. Прибор, обеспечивающий развязку, искусственно ограничивает передачу энергии из одной цепи в другую. В качестве такого прибора может использоваться разделительный трансформатор или оптрон. В обоих случаях цепи оказываются электрически разделёнными, но между ними возможна передача энергии или сигналов.